# Кенди (репер)
Милан Сисојевић (Алексинац, 1. октобар 1989), познатији под уметничким именима Кенди, Cantwait и Пабло Кенеди, српски је репер.

## Биографија
Милан Сисојевић је рођен 1989. године у Алексинцу. Музиком је почео да се бави 2006. године, када је објавио прву песму. Након првих песама, уследио је албум Преко ноћи, који је објавио 2009. године, а потом и албуми Секс и насиље Vol. 1 (2009) и Секс и насиље Vol. 2 (2010). После тога је избацио албуме Продукт Vol. 1 и Продукт Vol. 2 2012. године. Те 2012. године постао је део српске продукцијске куће Басивити, за коју је октобра 2013. године издао ЕП под називом Лак на обарачу. На албуму се налази десет песама, а као гости се појављују Џокер, Крукс и Икац. За песму Jam је снимљен и спот у ком се појављује велики број српских репера, међу којима и Ајс Нигрутин, Марчело, Тимбе, Скај Виклер, Струка, Икац, Ху Си, Микри Маус, Рексона, Цоби, Бвана из Лагуне и други.
За Басивити је крајем 2014. године објавио први албум у физичком издању, а који носи назив Ван домета. Албум садржи 15 песама, а као гости, на албуму се појављују Марчело, Скај Виклер, Ху Си, Eeva, Рексона, Плема, Бдат Џутим, Мајки П и Богосав X. Као продуценти, на албуму су радили Luxonee, Stoka Beats, Цоби, Mystee, Луцид, Крукс, 3man, Бдат Џутим, Марвел и S-Kicka. За неколико песама су снимљени и видео спотови који су доспели на регионални МТВ, као и на њихову топ листу Домаћица.
Кенди је напустио Басивити 2016. године, када је Papi Jaaz, са којим је Кенди сарађивао док су били у Басивитију, основао сопствену дискографску кућу под називом Аристократ Музик, коме се Кенди убрзо придружио и почео да за поменуту објављује своје песме. Исте године објавио је песму Права љубав која је настала као део пројекта Мој глас — моје оружје. Наиме, група студената са Факултета драмских уметности је имала задатак да окупи средњошколце који су давали анонимне изјаве на различите теме. Уметници су потом те изјаве укомпоновали у текстове за песме, а све како би показали младима да се њихове поруке и мишљења могу преточити у уметност. Поред тога, Кенди је током лета 2016. године наступао на Егзиту, када је на Мејн стејџу био предгрупа Виз Калифи.
Када је реч о његовом стилу, Кендијева музика би се могла описати као хип хоп са нагласком на лирику, метафоре, игре речима и брз флоу. Сам Кенди је стварао и ствара под неколико различитих уметничких имена. На самом почетку каријере, појављивао се као Cantwait и то име користио је од 2006. до 2014. године. Име је настало на основу песме Мајкла Греја I can't wait, for the weekend to begin, а везује се за његов период у каријери када се бавио олд скул хип хопом. Потом је почео да ствара под именом Кенди, које и данас користи. Са променом имена, дошло је и до промене звука, односно сам Кенди је променио правац стварања. Што се тиче алијаса Пабло Кенеди, њега користи за стварање музике којом исмева данашњу музику и ситуацију у свету.
Јуна 2017. године Кенди је објавио сингл Арапске паре, који представља пародичну критику актуелних дешавања и стања у друштву. Песма је привукла велику пажњу, а Кендију је донела већу популарност код шире публике. Сама песма снимљена је још 2015. године, али се чекало на снимање спота. Спот је сниман у Египту и Београду, а на њему су радили Ана Даниловић и Немања Мараш. Крајем 2017. године је заједно са загребачким продуцентом Koolade-ом објавио албум под називом Папирни авиони. На албуму се налази девет песама. Издат је за продукцијску кућу Аристократ Музик, а као гости се појављују Ненси и Скај Виклер.
Кенди је крајем јуна 2018. године заједно са хрватским репером Војком В био члан жирија регионалног такмичења Red Bull RapLike, чије је финале било одржано 30. јуна у Тузли. Убрзо након тога објавио је, овог пута као Пабло Кенеди, и свој нови ЕП Крзно и сузе, који представља пародију трепа. На албуму се, поред четири нове песме, налази и песма Врелина Акапулка, која је објављена годину дана пре, а која се због сличности са темом албума нашла на истом. Нумеру Кључеви прати и спот, а исти је снимљен у Египту, када и спот за претходно објављене Арапске паре. За музику на песмама задужени су продуценти Луцид, Koolade, MakhiBeatz и $vengali, а ЕП је објављен за продукцијску кућу Аристократ Музик.
Дана 12. јануара 2019. Пабло Кенеди је објавио нови албум под називом Треп је мртав. На албуму се налази седам песама.
Крајем јуна 2023. Кенди је под тим именом избацио други соло студијски албум Додирне тачке.

## Приватни живот
Са пет година се преселио на Нови Београд, где је стекао основно и средње образовање, а потом и завршио студије. По занимању је струковни дизајнер ентеријера и предавач 3Ds Max-а са три Аутодескова сертификата. 3DsMax-ом i AutoCad-ом се бави од 2009. године, а предавао је на Webit академији. У периоду 2015—2017. године радио је код Рубена Папијана на развоју и визуализацији уређаја и објеката са алтернативним методама лечења.
Тренутно живи и ствара у Београду.

## Дискографија

### Албуми и ЕП-ови
Cantwait
- Продукт Vol. 1 (2008)
- Преко ноћи (ft. B.k.o., 2009)
- Секс и насиље Vol. 1 (ft. Фримен, 2009)
- Секс и насиље Vol. 2 (ft. Ник, 2010)
- Продукт Vol. 2 (2012)

| №   | Назив                   | Трајање |  |
| 1.  | Упад                    |         |  |
| 2.  | Лак на обарачу          |         |  |
| 3.  | Jam                     |         |  |
| 4.  | Кахках                  |         |  |
| 5.  | Шалтер ( Joker)         |         |  |
| 6.  | Понедељак               |         |  |
| 7.  | Зли бебиситери ( Крукс) |         |  |
| 8.  | Поход на свети панч     |         |  |
| 9.  | Игра престола           |         |  |
| 10. | Рат уживо ( Икац)       |         |  |

Кенди
- Ван домета (2014)
- Папирни авиони (Koolade, 2017)
- Додирне тачке (2023)

Пабло Кенеди
- Крзно и сузе (ЕП, 2018)

| №  | Назив          | Трајање |  |
| 1. | UV (ft. Грзи)  |         |  |
| 2. | Папагаји       |         |  |
| 3. | Ореоли         |         |  |
| 4. | Кубизам        |         |  |
| 5. | Литвански треп |         |  |
| 6. | Треп је мртав  |         |  |
| 7. | Милионерка     |         |  |

| №  | Назив      | Трајање |  |
| 1. | Лов        |         |  |
| 2. | Беббо      |         |  |
| 3. | Руске Паре |         |  |
| 4. | Мафин      |         |  |
| 5. | Ледило     |         |  |

### Синглови и гостовања
| Cantwait - Опак баскет (ft. Djijaz, 2006) - Say what (2007) - Мало по мало (ft. Slum, Southside, Дерач, See, 2007) - Финале (2008) - Звездана капија (ft. LMR, Раста, 2008) - Толко гето (2009) - Посекотина (2011) - Мачке из високог друштва (ft. Beast, 2011) - Офлајн (2011) - Лабораторија 1 (2011) - Срп, сатара и нож (ft. Кранг, Кренк Синатра, Ковлај, 2011) - Нисмо истог калибра (2011) - Шиндлерова листа (ft. Риста, 2012) - Нисмо истог калибра Pt. 2 (ft. Рема, Млађи референт, 2012) - Стампедо (ft. Струка, 2012) - Базен (ft. Плема, 2012) - Jam (2012) - Кратак фитиљ (ft. Плема, Андреа, , 2012) - Магија (ft. Al Starz, Dextarr, 2013) - Не сери (2013) - Фломастер (ft. Деда, Мајки П, 2013) - Bassivity Cypher Vol. 1 (ft. Мали Мире, Фурио Ђунта, Сивило, 2013) - Божићна (2014) Пабло Кенеди - Врелина Акапулка (2015) - Кључеви (2018) - Mamma Mia (2019) - Људи телефони (2020) - Филтери (2021) - Коко (2022) | Кенди - Баба ( Марчело, Ненси, 2014) - Преваспитај ђецу (ft. Ху си, Рандом, 2014) - Снег снег снег (2015) - Литице (2015) - Лука ( Дениро, Magic Sone) - Пумпање (ft. Деда, Мајки П, Фурио Ђунта, DJ Мрки, 2015) - ( , , 2015) - Права љубав (2016) - Лимун & лајм (2016) - Тајчи (ft. Фурио Ђунта, 2016) - Куне & динари (ft. G.I.R., Koolade, 2016) - Сентиментално путовање ( , 2016) - Носталгија (ft. Looney, 2016) - Златни кадилак (ft. Игла, 2017) - Електрицитет (ft. Ђаре, 2017) - За крај ( , 2017) - Hustle (2018) - Ванземаљски (2018) - Реп апокалипса (ft. Рига Дри, 2018) - Лице медузе (ft. Сивило, Рексона, 2018) - Данас само бих љубав (ft. Иван Белошевац, 2018) - Моја мала све разуме (ft. Грзи, Струка, , 2018) - Формула (2019) - Пиксел (ft. Они, 2019) - Угаси светла (ft. Maat Bandy, 2019) - Касне ноћи (ft. Марта Хаџиманов, 2019) - Ниси важна (ft. Мета x Виклух Скај, 2019) - Ход срама (ft. Мета x Виклух Скај. 2019) - Пирамиде (ft. Контра, 2020) - Овде ( Elijah, Недеља, 2020) - Laos session (2020) - Wuhan (ft. Scriptor, 2020) - Проблем (ft. Eeva, 2021) - Хималаји (ft. Грзи, 2022) - Бали (2023) - Аристократ Сајфер #1 (ft. Игла, Papi Jaaz, Џубокс, Грзи, ДЈ Бејс Сик, Elijah, 2023) - (ft. Лена Ковачевић, 2024) |  |